# Peter Ryalls
Peter Ryalls (* 29. Januar 1938 in Sheffield; † 26. August 2017 in Dronfield) war ein britischer Radrennfahrer.

## Sportliche Laufbahn
Ryalls war im Straßenradsport aktiv. Von 1957 bis 1961 war er Unabhängiger, von 1961 bis 1965 Berufsfahrer, immer in britischen Radsportteams. Er begann im Team Falcon als Radprofi. 1961 wurde er im traditionsreichen Eintagesrennen London to Holyhead Zweiter hinter Albert Hitchen. Ryalls wurde für die britische Nationalmannschaft für die Tour de France 1961 nominiert. Auf der 3. Etappe der Tour schied er aus.